# Каргино (Мішкинський район)
Ка́ргино (рос. Каргино, башк. Ҡарға) — присілок у складі Мішкинського району Башкортостану, Росія. Входить до складу Кайраковської сільської ради.
Населення — 556 осіб (2010; 540 у 2002).
Національний склад:
- марійці — 100 %